# Portilla (Cuenca)
Pour les articles homonymes, voir Portilla.
Portilla est une municipalité espagnole de la province de Cuenca, dans la région autonome de Castille-La Manche.